# かいぞくポップ
『かいぞくポップ』（英題：Pirate Pop Plus）は、日本のインディーゲームスタジオdadakoが開発したアクションゲーム。Wii U、Newニンテンドー3DS、Steam、Nintendo Switch向けに配信されている。

## 概要
人々をバブルの中に閉じ込める悪行を働く「バブル海賊」を倒すべく、主人公の海賊・ピートJr（Pete Jr）が立ち向かう作品。スクロールの無い固定画面の中でバブル海賊がバブルを放ち、これにイカリなどの武器を発射し破裂させていく。プレイ中には重力の向きが定期的に変化し、同時に操作キャラクターの足場や空中を跳ねるバブルの軌道も変化する。
本作は、架空のレトロ携帯型ゲーム機「ポケットゲーム」用のゲームソフトという設定になっている。画面中央に表示されるゲーム画面はゲームボーイ用ソフトのような同系統色のみのドット絵で描写され、BGMにはチップチューンが用いられている。また、ゲーム画面の周囲にはポケットゲームの機体の画像がフレームとして常に表示され、操作ボタン部分の描写は実際のコントローラ操作と連動する。
作品内では、本作と同じく13AM Gamesから発売されたゲームソフト『Runbow』とのコラボレーションが行われている。4人いる操作キャラクターの中の一人としてRunbowから「サチュラ」（Satura）が登場するほか、画面上に表示させておくステッカー（画像）の一種としてRunbowのロゴやキャラクターイラストがある。

## システム
ゲームの開始前に、ピートJr、サチュラ、シナット（Shynut）、デイブ（Dave）の4人の操作キャラクターから一人を選択する（初期段階で選択できるのはピートJrのみ）。各キャラクターにはそれぞれHP（ライフの最大値）、SP（移動スピード）、PT（スコアの稼ぎやすさ）のステータスが設定されている。
ゲームモードは「ノーマル」と「ハイパー！」の2種類がある。「ハイパー！」はゲーム開始前、ゲーム内で入手するコインを25枚支払う必要がある。「ハイパー！」はHPが1の状態で始まりバブル海賊がバブルを放つ頻度が高いが、「ノーマル」よりもコインが多めに出現する。
キャラクターの基本操作は地形上の移動と頭上への武器の発射のみ。バブルに触れると一部例外を除きライフが減る。バブルに攻撃を当てると中サイズの2つに、中サイズのバブルに当てると小サイズの2つに分裂し、小サイズのバブルに当てると消滅する。連続で攻撃するとコンボ状態となり、長く続くほど多くのコインが手に入る。
攻撃ヒット時には、コインやスコア加算アイテム、特殊な武器、時間を止める時計、無敵になるバリア、「B」「O」「N」「U」「S」の文字が出現することがある。武器は使用回数が、時計とバリアは制限時間が決まっている。BONUSの文字を全て集めるとコインが大量に出現する。
前述のように、ゲームのプレイ中には重力の向きが変化する。変化時には操作キャラクターが一時的に空中に放り出される形になるが、この際、バブルを上から踏むと通常攻撃と同じようにバブルを分裂・消滅させることができる（この時はバブルに触れてもライフが減らない）。地面に着かずに連続して踏みつけるとコンボ状態で高得点と大量のコインが手に入る。
ライフが尽きるとゲームオーバーとなる。獲得したスコアは上位5つまで登録される。なお、本作ではゲームクリアの概念がなく、ゲームオーバーになるまでエンドレスでゲームが継続される。
ゲーム内で得たコインは、タイトル画面から選択するショップで用いる。コインを支払うことで、操作キャラクター、BGM、ポケットゲームのカスタマイズ要素を追加できる。

## 開発
本作は、日本に在住するイギリス人ゲームクリエイター、ホーケン・キング（Hawken King）により開発された。キングは、ゲームボーイをテーマにしたゲームジャムイベント「GBJam」に参加した際に本作を初めて制作し、好評を得た。その後、2015年に友人が開催したパーティーの中で13AM Gamesのメンバーと出会い本作が目に留まったことがきっかけて発売に繋がった。
ゲーム内で使用されるBGMは4人の作曲家が手掛けているが、その中の一人には、ピンク・フロイドのベーシスト、ロジャー・ウォーターズの息子でキーボーディストのハリー・ウォーターズが含まれている。ハリーとキングは友人同士で、ある時ハリーが「ゲーム音楽を作ってみたい」と口にしたためキングが本作の楽曲制作を依頼したところ快諾した。